# 嵬名氏
嵬名氏（西夏文：𗼨𗆟或𗨻𗆟），是中国古代西夏皇族姓氏。

## 特点
嵬名氏原为党项八部之一拓跋氏。唐朝赐姓李，宋赐姓赵。夏景宗元昊为表独立，废唐宋分别赐李姓、赵姓，改姓嵬名，不包括疏族。元昊改姓的背景受到了当时西逃的汉族士人张元、吴昊的影响，也出于提升皇族地位的考虑。蒙古灭西夏后，元朝将其祖氏又写作“乌密氏”或“於弥氏”。